# Málnai Béla
Málnai Béla, született Manheimer Béla (Budapest, 1878. december 14. – Budapest, Terézváros, 1941. augusztus 31.) magyar építész, díszlettervező. A modern magyar építőművészet egyik jelentős alkotója.

## Életpályája
Manheimer Henrik sütőmester és Markbreit Róza gyermekeként született izraelita családban. Az apa kérésére a család nevét a 26968/1881-es BM határozatban változtatták Málnaira. 1901-ben szerzett építészoklevelet a budapesti József Műegyetemen. Pályáját Lechner Ödön, majd Lajta Béla irodájában kezdte. 1906-ban társult egykori évfolyamtársával Haász Gyulával. Irodájuk az első világháború kitöréséig a haladó szellemű magyar építészet figyelemre méltó alkotásainak egész sorát tervezte. 1908 és 1911 között A Ház című lap szerkesztője volt. Fő művének a Budapest V. ker. Nádor u. 6. sz. alatti volt Cseh-Magyar Iparbank (ma OTP) iroda- és bérházának épületét tartják, amelyet Haász Gyulával közösen tervezett 1912-ben. A bankhelyiségekkel ellátott lakóépületet a premodern magyar építészet egyik úttörő munkájának tartják.  1919-ben, a Tanácsköztársaság idején műegyetemi tanárrá nevezték ki az újonnan szervezett ipari és gazdasági építészeti tanszékre. A Tanácsköztársaság bukása után, 1920-ban, kinevezését hatályon kívül helyezték és három évre felfüggesztették Magyar Mérnök- és Építész-Egylet tagságát.  Az 1920-as évek első felében a budapesti Operettszínház és a Vígszínház díszlettervezője volt; néhány díszlettervét az OSZK Színháztörténeti Osztálya őrzi. Háború utáni művei – megélhetési okokból is – visszakanyarodtak a historizáló formákhoz, a neobarokk építészet műveléséhez (pl. a Budapest V. kerületi Kossuth Lajos tér északi oldalán álló volt MÁK (Magyar Általános Kőszénbánya) bérház stb.)
Ebből az alkotó periódusából fő műve a budapesti Kossuth Lajos tér északi határfalát képező, hatszintes bérház (1927). Homlokzatát övpárkányok három szintre osztják. Hangsúlyosak a sarokrizalitok, mindegyiket négy ión oszlop tagolja, s szobrok díszítik.
Ami a sarokrizalitok helyzetét és arányait, valamint íves földszinti nyílásait illeti, hasonló megoldás található Málnainak még 1913-ban, a Magyar Kereskedelmi Csarnok Szabadság téri épületéhez készített, de meg nem valósított tervén. A Kossuth Lajos téri bérház Málnai életművében a legnagyobb volumenű, és egyúttal városképileg is legexponáltabb alkotás.
Hogy teljesen a megbízó, a Magyar Általános Kőszénbánya Rt. maradi igényének köszönhető-e az eklektikus homlokzat vagy a környezet historizáló jellege is befolyásolta az építészt, nehéz lenne megmondani. Feltehető, hogy maga Málnai is, s pályatársai közül még jó néhányan, húsz évvel korábbi formakísérleteiket eredménytelennek tartották. Nem korábbi lelkesedésüket becsülték le, hanem feladták a reményt, hogy újításaikat és eredményeiket a társadalom méltányolja és elfogadja.
Málnai kitartott a Kossuth Lajos téri építkezést követően is jó néhány évig az eklektika mellett. Szarvas Gábor úti villája ugyanabban az évben készült, mint a Kossuth téri bérház; az 1931-ben tervezett Orló utcai Mende-villa még mindig historizáló hatást keltő, íves oszlopállásokkal támasztja alá az egyébként már az új építészet felé tekintő homlokzat teraszát.
A II. kerületi Virágárok utca és Branyiszkó utca sarkán épült Ellinger-villá-t 1936-ban tervezte. Itt egyértelműen tiszta bauhaus-hangulat uralkodik - még ha a kissé érzelmesebb iránya is. Az épületet 2006-ban Hild György tervei alapján átalakították és kibővítették .
1912. szeptember 22-én Budapesten házasságot kötött Vajda Zsigmond és Stern Berta lányával, Vilmával. Közös fiúgyermekük 4 nappal Lechner Ödön halála után született, a László mellett az Ödön nevet ezért kapta. Később ő is építész lett.

## Emlékezete
Sírja Budapesten, a Kozma utcai izraelita temető 1/A parcella, N/A szakasz 8. sor, 16. sír alatt található. (2005-től védett)

## Ismert épületei
- 1903-1904: Kereskedelmi és iparkamara székháza, Győr, Szent István út 5. - Nagy Jenő utca 6. (Román Miklóssal)
- 1903: Szedő Gáspár üzlet- és bérháza, 1065 Budapest, Hajós utca 32. (Román Miklóssal közösen)[9]
- 1905-1906: Neumann ház, 1074 Hársfa utca 40.[10]
- 1922–23: Kardos M. Lajos családi háza, 1026 Budapest, Garas utca 8-10.[11]
- 1923: Concordia bérház rt. emeletráépítés, 1054 Budapest, Zoltán u. 11.[11]
- 1924: Földes Ede családi házának átalakítása, 1021 Budapest, Hűvösvölgyi út 149.
- 1924: Czukor József családi háza, 1125 Budapest, Virányos út 11.
- 1926: „Ház” építő rt. lakóháza, 1026 Budapest, Torockó u. 3. (Kovács Endrével közösen)
- 1927: Vida Samu családi háza, 1026 Budapest, Érmelléki út 15.
- 1927: Magyar Általános Kőszénbánya Rt. (MÁK) Nyugdíjintézetének bérháza, 1055 Budapest V. Kossuth Lajos tér 13–15.[12][13]
- 1927-1928: Sebő Bertalan családi háza, 1125 Budapest, Szarvas Gábor út 18.[14]
- 1928-1929: Vida-ház, 1122 Budapest, Csaba u. 9. - Városmajor utca 34.[15]
- 1928-1929: Málnai Béla saját bérháza, 1111 Budapest, Budafoki út 33. (kivitelező: Jónás Zsigmond)[16]
- 1929: Általános Ház- és Birtokforgalmi Rt bérháza, 1026 Budapest, Szilágyi Erzsébet fasor 43 a-b.[11]
- 1929: Florida-kioszk, 1026 Budapest, Szilágyi Erzsébet fasor 45a-b. (elpusztult, helyén ma a Körszálló áll)[11]
- 1929: Scheiner-ház, 1055 Budapest, Nagy Ignác u. 16. - Balaton utca 29.[11]
- 1929: Szöllőssy-ház, 1054 Budapest, Szemere u. 19.[11]
- 1929–30: Magyar Konfekcióművek rt bérháza, 1075 Budapest, Károly krt. 3/c - Dob u 1.[11]
- 1931 Steuer György családi háza, 1026 Budapest, Guyon Richard utca 9.[11]
- 1931 Országh Sándorné családi háza, 1025 Budapest, Szemlőhegy u. 32.[11]
- 1931: Neuhauser-ház (I.), 1024 Budapest, Rómer Flóris u. 12-14. - Buday László utca 20. (Szőke Imrével közösen)[11]
- 1931–1932 Nádas Viktor családi háza, 1026 Budapest, Orló utca 9.[11]
- 1931–1932 Mende László családi háza, 1026 Budapest, Orló utca 7.[11]
- 1932: Neuhauser-ház (II.), 1136 Budapest, Balzac utca 29. - Tátra u. 25.[11]
- 1932: Országh Sándorné családi háza, 1024 Budapest, Fillér u. 16.[11]
- 1932 Bedő Ede családi háza, 1026 Budapest, Pasaréti út 70. - Házmán u. 14.
- 1933–1934 Budai Cementgyár rt bérvillája, 1025 Budapest, Csejtei utca 7-9. - Szeréna út 30.
- 1933–1934: Ember Józsefné és társai családi háza, 1012 Budapest, Lovas út 37.[17]
- 1933–1934: Bauer-ház, 1012 Budapest, Attila út 121.[18]
- 1935–1936: Prágai-ház, 1137 Budapest, Szent István park 13-14. - Pozsonyi út 45.[11]
- 1935–1936: Aedificium Házépítő és Ingatlanforgalmi kft bérháza, 1136 Budapest, Tátra u. 38.[11]
- 1935 Török Imre családi háza, 1023 Budapest, Borbolya utca 6.[11]
- 1935–1936: Magyar Általános Kőszénbánya Nyugdíjintézetének bérháza, 1137 Budapest, Pozsonyi út 44-46.[11]
- 1936–1937: Máté-ház, 1015 Budapest, Ostrom u. 8a.[11]
- 1936: Ellinger Gyula és neje családi háza, 1025 Budapest, Virágárok utca 17.[11]
- 1937: Buchbinder-ház, 1072 Budapest, Nyár u. 34.[11]
- 1937–1938: Magyar Általános Kőszénbánya Rt. Nyugdíjintézetének lakóháza, 1075 Budapest, Madách tér 7. - Károly krt. 17-19.[11]
- 1937: Perényi Istvánné családi háza, 1016 Budapest, Bérc utca 13–15.[11]
- 1937–1938: Országos Ügyvédi Otthon Egyesület lakóháza és székháza, 1054 Budapest, Szemere u. 8.[11]
- 1938–1939: Roboz Imre és neje lakóépületének átalakítása, 1014 Budapest, Táncsics Mihály u. 22.[19]
- 1940: a Magyar Általános Kőszénbánya Rt. Nyugdíjintézetének lakóháza, 1022 Budapest, Kitaibel Pál u. 9.[11]
- 1940–1941: a Magyar Általános Kőszénbánya Rt. Nyugdíjintézetének lakóháza, 1022 Budapest, Bimbó út 6. (1958-ban 1 emelettel bővítették)[11]
- 1940–1941: Ürömi utcai bérházcsoport, 1023 Budapest, Ürömi u. 24-28. 30-32. (Málnai Lászlóval közösen)[11]

A fentiek mellett több villa és ipari épület tervezése fűződik a nevéhez.

### Tervben maradt
- 1916: „Isten kardja” első világháborús hősi emlékmű, Budapest[20]